# Asbach (Büchenbach)

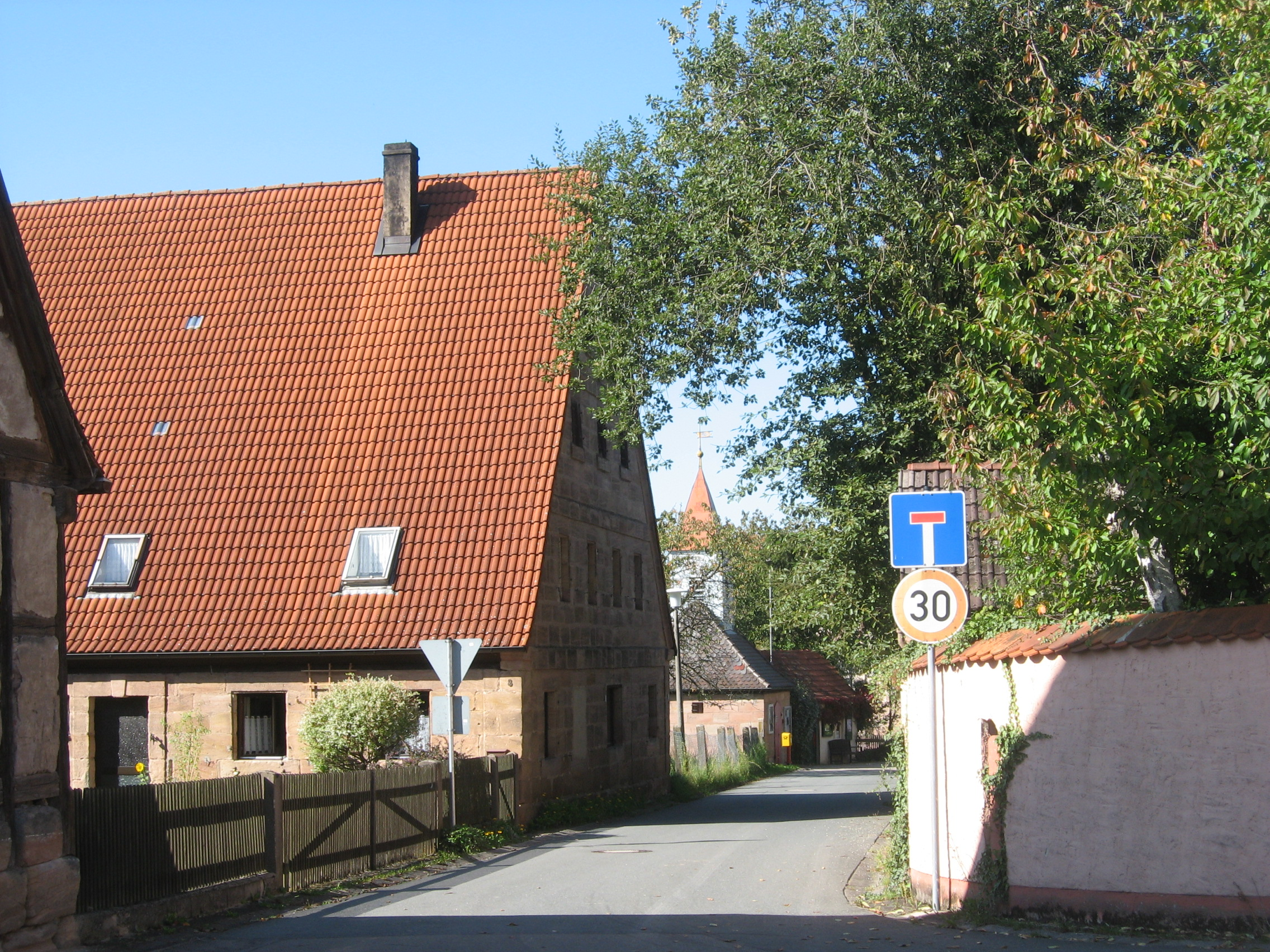
Ortskern von Asbach

Asbach (fränkisch: Aschba) ist ein Gemeindeteil der Gemeinde Büchenbach im Landkreis Roth (Mittelfranken, Bayern). Asbach liegt in der Gemarkung Aurau.

## Geographische Lage
Das Straßendorf liegt an einem namenlosen rechten Zufluss des Listenbachs. Im Westen liegen die Waldgebiete Breitenlohe und Eulenlohe, dahinter der Abenberger Wald. Das Gelände steigt etwa über zwei Kilometer zum Klosterberg (445 m ü. NHN) an. Im Nordosten liegt das Flurgebiet Moos, im Südosten das Waldgebiet Im Steinernen Bichel. Eine Gemeindeverbindungsstraße führt nach Mäbenberg (1,1 km südlich) bzw. zur Staatsstraße 2224 bei Aurau (1,2 km nordöstlich).

## Geschichte
Im Jahre 1305 erfolgte die Ersterwähnung anlässlich der Schenkung von Lehensrechten an Gütern durch Gottfried von Heideck an das Kloster Heilsbronn in „villa Aspach“. Der Ortsname leitet sich vom gleichlautenden Gewässernamen ab, der einen mit Espen bewachsenen Bach bezeichnet.
Im Jahre 1608 gab es in Asbach 4 Anwesen, wovon 2 dem Richteramt Georgensgmünd, 1 dem eichstättischen Kastenamt Abenberg und 1 der Reichsstadt Nürnberg unterstanden. 1671 gab es 5 Anwesen, von denen 3 dem Fürstentum Ansbach, 1 der Reichsstadt Nürnberg und 1 dem Stift Marienburg unterstanden. Das Hochgericht übte das eichstättische Pflegamt Abenberg aus, was aber seit 1609 vom brandenburg-ansbachische Oberamt Roth bestritten wurde.
Gegen Ende des 18. Jahrhunderts gab es im Ort 6 Anwesen und ein Gemeindehirtenhaus. Das Hochgericht übte das Pflegamt Abenberg aus, was weiterhin vom Oberamt Roth bestritten wurde. Die Dorf- und Gemeindeherrschaft war strittig zwischen dem brandenburg-ansbachischen Kastenamt Roth und dem Kastenamt Abenberg. Grundherren waren das Kastenamt Abenberg und dem Stift Marienburg (1 Köblergut), das Kastenamt Roth (1 Ganzhof, 2 Halbhöfe, 1 Gütlein mit Gastwirtschaft) und das Spitalamt Heilig Geist der Reichsstadt Nürnberg (1 Ganzhof).
Im Rahmen des Gemeindeedikts wurde 1808 das Steuerdistrikt Asbach gebildet, zu dem Aurau, Bechhofen, Kleinabenberg und Louisenau gehörten. Asbach gehörte der 1811 gegründeten Ruralgemeinde Aurau an. Am 1. Juli 1972 wurde Asbach im Zuge der Gebietsreform in Bayern in Büchenbach eingegliedert.
Lange Zeit sorgte der Hopfenanbau für Wohlstand, heute ist die Bedeutung der Landwirtschaft stark zurückgegangen.

### Baudenkmäler
In Asbach gibt es fünf Baudenkmäler:
- Haus Nr. 2: ehemaliges Bauernhaus
- Haus Nr. 8: Dreiseithof mit Wohnstallhaus und Scheune
- Haus Nr. 11: ehemaliges Gasthaus
- Haus Nr. 12: Bauernhaus mit Kleintierstall
- Grenzsteine

### Einwohnerentwicklung
| Jahr      | 001818 | 001840 | 001861 | 001871 | 001885 | 001900 | 001925 | 001950 | 001961 | 001970 | 001987 | 002014 | 002019 |
| Einwohner | 40     | 49     | 55     | 63     | 70     | 74     | 69     | 72     | 75     | 77     | 70     | 86     | 77     |
| Häuser    | 9      | 8      |        |        | 12     | 13     | 11     | 12     | 13     |        | 17     |        |        |
| Quelle    | [ 14 ] | [ 15 ] | [ 16 ] | [ 17 ] | [ 18 ] | [ 19 ] | [ 20 ] | [ 21 ] | [ 22 ] | [ 23 ] | [ 24 ] | [ 1 ]  | [ 1 ]  |

## Religion
Der Ort ist seit der Reformation evangelisch-lutherisch geprägt und bis heute nach St. Maria (Rittersbach) gepfarrt. Die Einwohner römisch-katholischer Konfession sind nach St. Jakobus (Abenberg) gepfarrt.